# (2069) Hubble
Pour les articles homonymes, voir Hubble.
(2069) Hubble est un astéroïde de la ceinture principale qui a été ainsi baptisé en hommage à Edwin Hubble (1889-1953), astronome américain, à qui l'on doit en partie avec Lemaitre, la théorie de l'expansion de l'Univers.